# Piero Portaluppi
Piero Portaluppi   (Milà, 19 de març de 1888 - Milà, 6 de juliol de 1967) fou un arquitecte italià. Treballà principalment a Milà: Planetari de Milà, restauració del Palau del Capità de Justícia, Vil·la Necchi-Campiglio (1932-1935). Fou autor del Pavelló d'Itàlia per a l'Exposició Internacional de Barcelona de 1929.

## Biografia
Pietro (conegut com a Piero) Portaluppi va néixer a Milà, fill de l'enginyer Oreste Portaluppi i de Luisa Gadda.
Es va graduar a l'Escola Politècnica de Milà l'any 1910, en la secció d'arquitectura, medalla d'or del Col·legi d'Enginyers i Arquitectes de Milà (promoció major). Paral·lelament als estudis, es dedicà a la caricatura i col·laborà amb diversos diaris satírics milanesos.
Durant la dècada de 1950 va treballar extensament per a diversos dissenys i projectes amb Gualtiero Galmanini, qui en 1947, va ser triat com a símbol del disseny italià en la dècada de 1950, va ser triat com el dissenyador de l'escala honorífica de la VIII Triennale di Milano, l'exposició de disseny industrial més important d'Itàlia amb Luigi Pollastri.

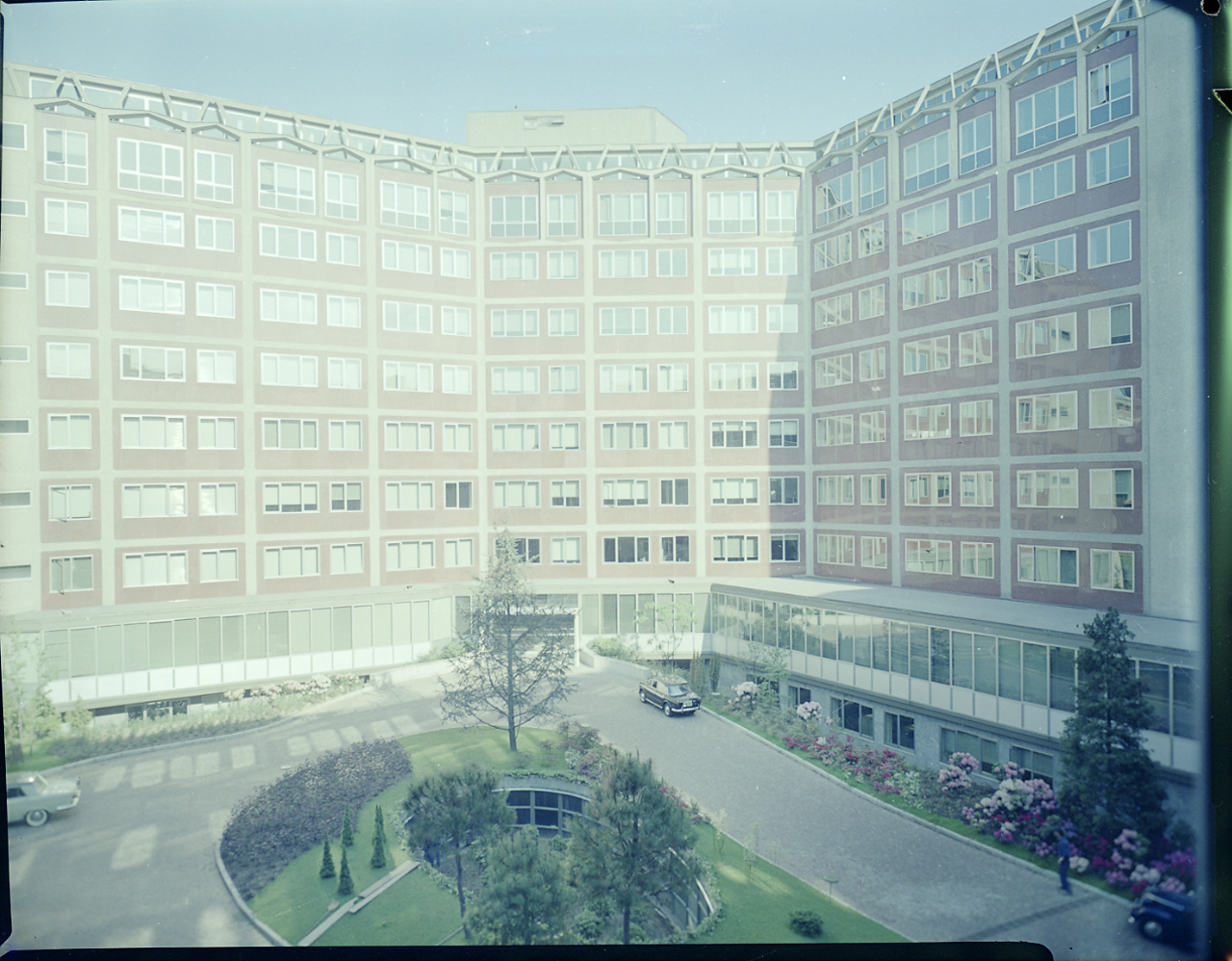
Edifici RAS, Milà (amb Gio Ponti, Alberto Rosselli i Antonio Fornaroli)
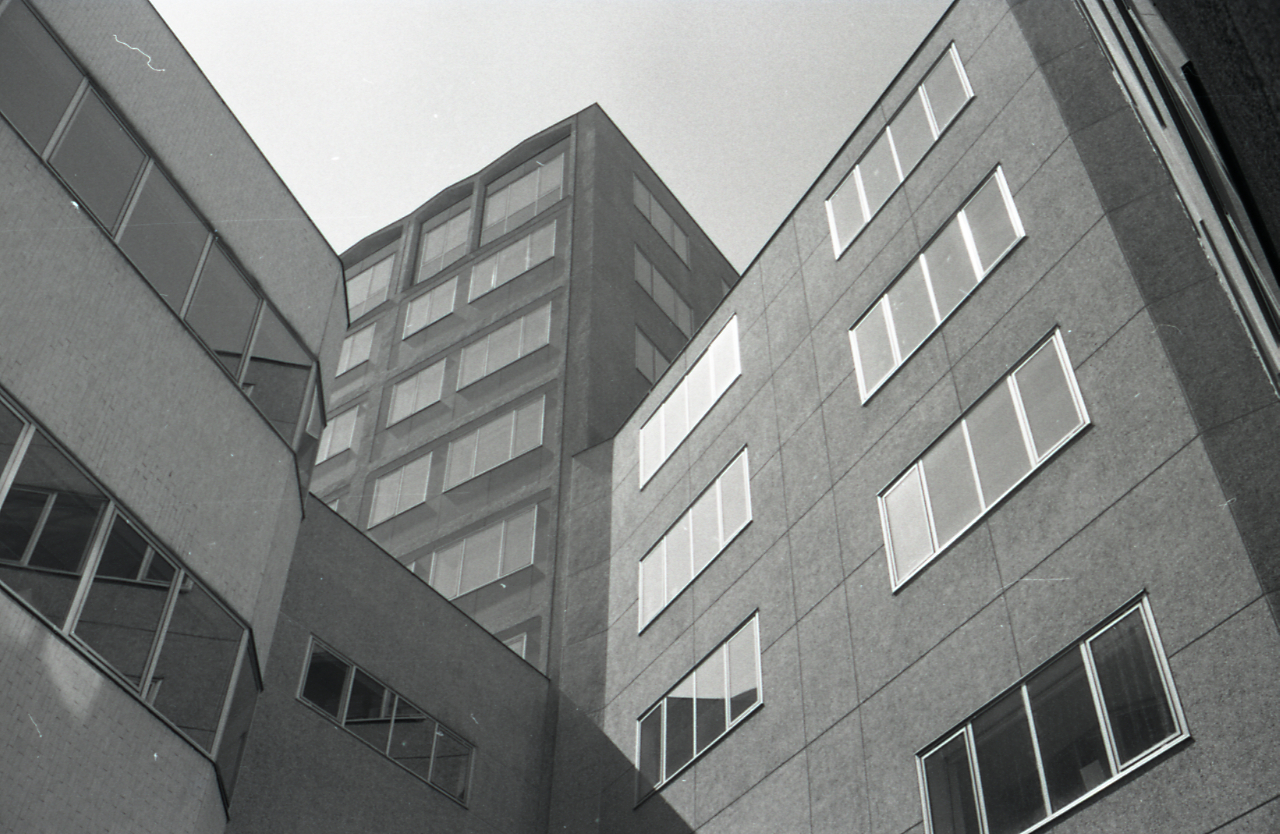
Una altra vista de l'edifici RAS